# Ligularia hookeri
Ligularia hookeri là một loài thực vật có hoa trong họ Cúc. Loài này được (C.B.Clarke) Hand.-Mazz. mô tả khoa học đầu tiên năm 1938.